# Alaskozetes bouvetoyaensis
Alaskozetes bouvetoyaensis är en kvalsterart som beskrevs av Pletzen och Kok 1971. Alaskozetes bouvetoyaensis ingår i släktet Alaskozetes och familjen Ameronothridae. Inga underarter finns listade i Catalogue of Life.